# Guayabito (San Carlos)
Guayabito è un comune (corregimiento) della Repubblica di Panama situato nel distretto di San Carlos, provincia di Panama. Si estende su una superficie di 34,1 km² e conta una popolazione di 502 abitanti (censimento 2010).